# Élisabeth Vigée Le Brun
Pour les articles homonymes, voir Vigée et Le Brun.
Élisabeth Vigée Le Brun, aussi appelée Élisabeth Vigée, Élisabeth Le Brun ou Élisabeth Lebrun, née Élisabeth Louise Vigée le 16 avril 1755 à Paris et morte dans la même ville le 30 mars 1842, est une artiste peintre française, considérée comme une grande portraitiste de son temps.
Son art et sa carrière exceptionnelle en font un témoin privilégié des bouleversements de la fin du XVIIIe siècle, de la Révolution française et de la Restauration. Fervente royaliste, elle sera successivement peintre de la cour de France, de Marie-Antoinette et de Louis XVI, du royaume de Naples, de la Cour de l'empereur de Vienne, de l'empereur de Russie et de la Restauration. On lui connaît aussi plusieurs autoportraits, dont deux avec sa fille.

## Biographie

### Enfance

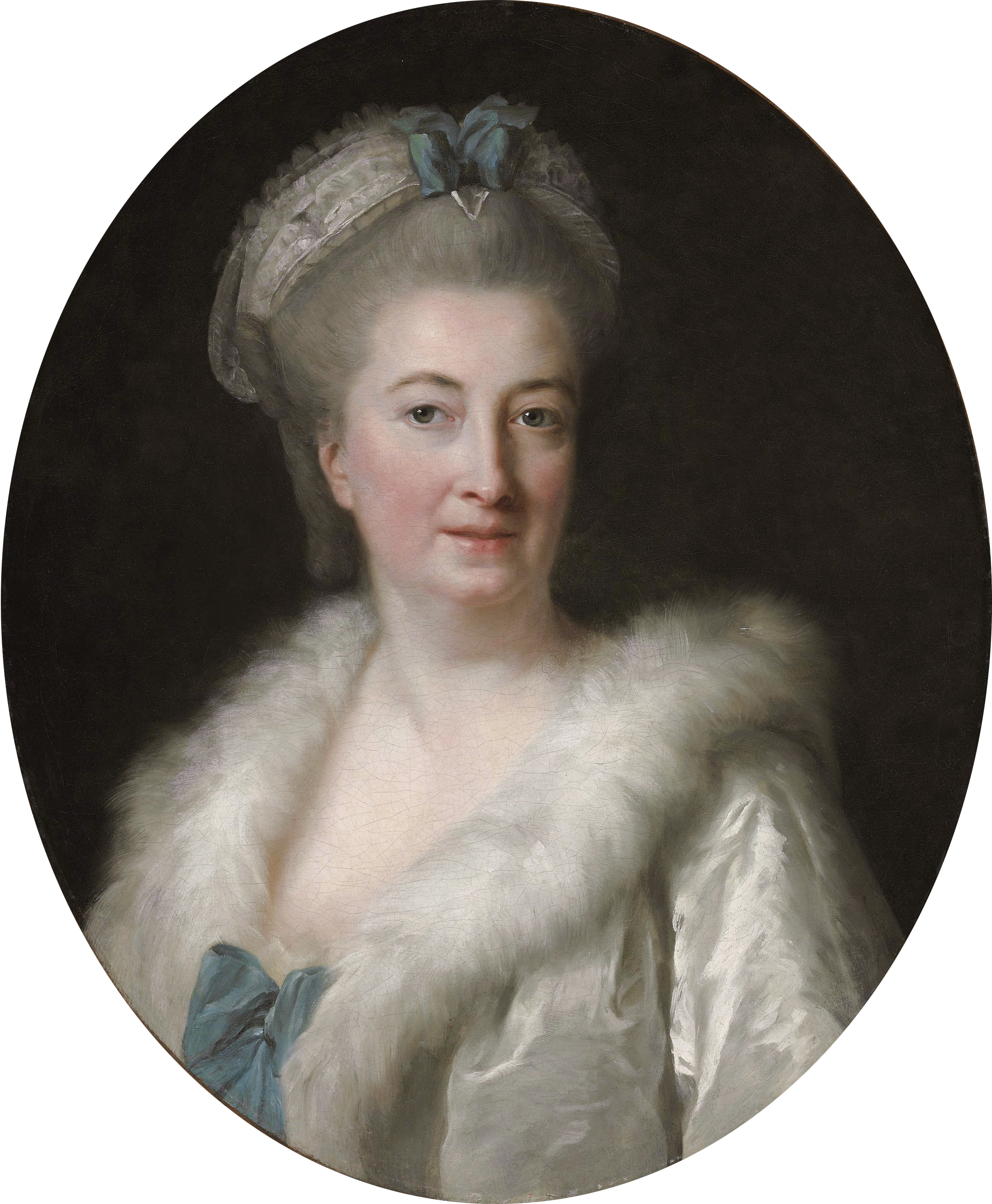
Madame Le Sèvre, née Jeanne Maissin, veuve Vigée, mère de l'artiste, collection particulière.

Ses parents, Louis Vigée, pastelliste et membre de l’Académie de Saint-Luc et Jeanne Maissin (1728-1800), d’origine paysanne, se marient en 1750. Élisabeth-Louise Vigée voit le jour en 1755 ; un frère cadet, Étienne Vigée, qui deviendra un auteur dramatique à succès, naît trois ans plus tard.
Née rue Coquillière à Paris, Élisabeth Vigée est baptisée à l’église Saint-Eustache de Paris, puis mise en nourrice. Dans la bourgeoisie et l'aristocratie, il n'est pas encore dans les habitudes d'élever ses enfants soi-même, aussi l’enfant est-elle confiée à des paysans des environs d’Épernon.
Son père vient la rechercher six ans plus tard, la ramène à Paris dans l'appartement familial rue de Cléry.
Élisabeth-Louise Vigée entre comme pensionnaire à l’école du couvent de la Trinité, rue de Charonne dans le faubourg Saint-Antoine, afin de recevoir la meilleure éducation possible. Dès cet âge, son talent précoce pour le dessin s’exprime : dans ses cahiers, sur les murs de son école.
C'est à cette époque que Louis Vigée s’extasie un jour devant un dessin de sa petite fille prodige, dessin représentant un homme barbu. Il prophétise dès lors qu’elle sera peintre.
En 1766, Élisabeth-Louise Vigée quitte le couvent et vient vivre aux côtés de ses parents.
Son père meurt accidentellement d'une septicémie après avoir avalé une arête de poisson, le 9 mai 1767. Élisabeth-Louise Vigée, qui n'a que douze ans, mettra longtemps à faire son deuil puis décide de s'adonner à ses passions, la peinture, le dessin et le pastel.
Sa mère se remarie dès le 26 décembre 1767 avec un joaillier fortuné mais avare, Jacques-François Le Sèvre (1724-1810) ; les relations d'Élisabeth-Louise Vigée avec son beau-père sont difficiles.

### Formation

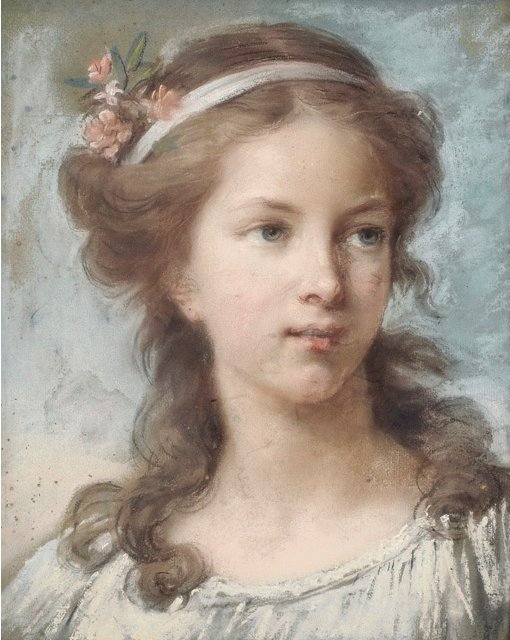
Portrait au pastel d'une jeune fille (1771), pastel, collection privée.

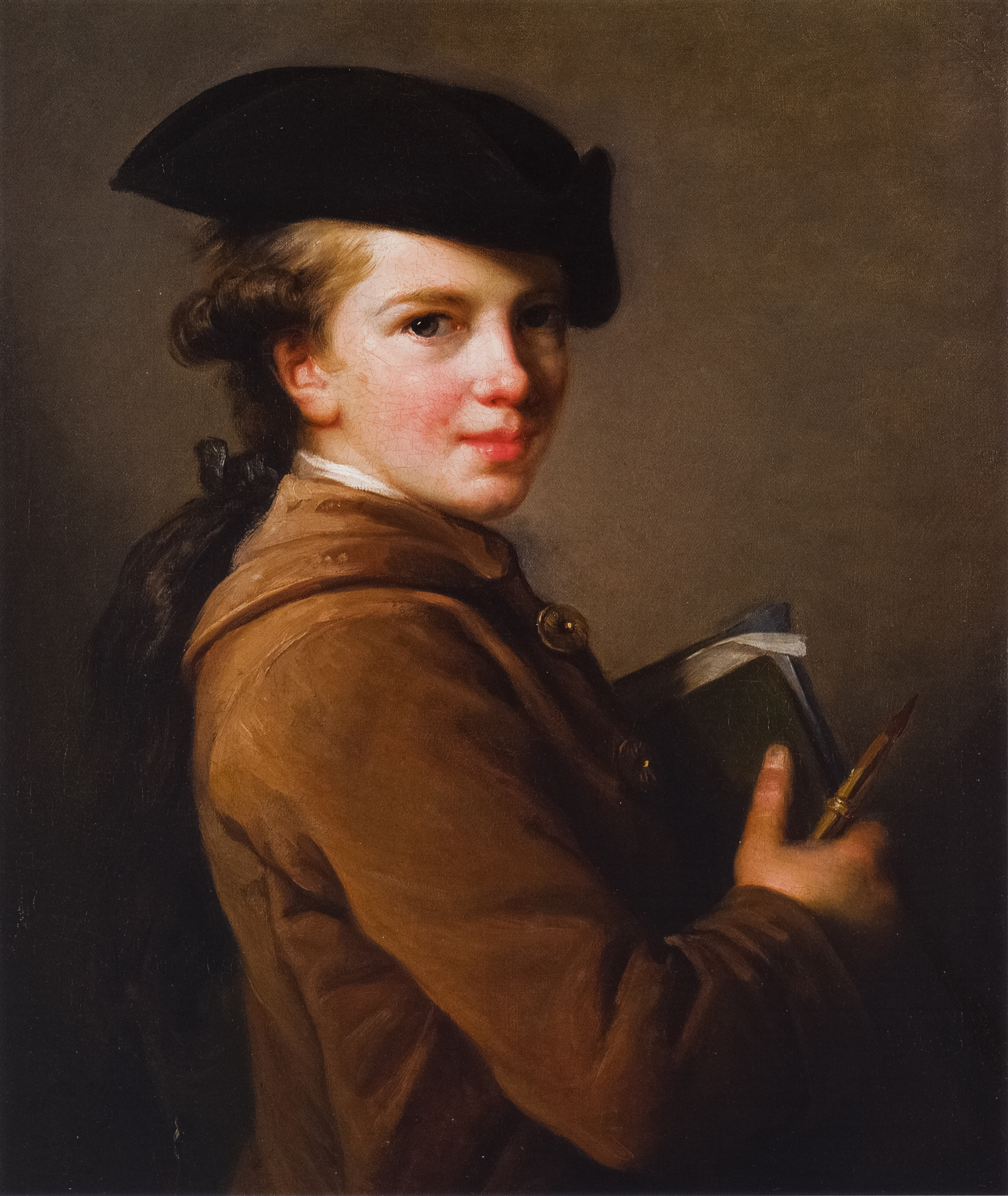
Étienne Vigée, le frère de l'artiste (1773), musée d'art de Saint-Louis.

Le premier professeur d’Élisabeth Vigée fut son père, Louis Vigée. Après le décès de ce dernier, c’est un autre peintre, Gabriel-François Doyen, meilleur ami de la famille et célèbre en son temps comme peintre d'histoire, qui l’encourage à persévérer dans le pastel et dans l’huile ; conseil qu’elle suivra.
C’est certainement conseillée par Doyen, qu’en 1769 Élisabeth Vigée se rend chez le peintre Gabriel Briard, une connaissance de ce dernier (pour avoir eu le même maître, Carle van Loo).
Briard est membre de l’Académie royale de peinture, et donne volontiers des leçons, bien qu'il ne soit pas encore professeur. Peintre médiocre, il a surtout la réputation d’être un bon dessinateur et possède en plus un atelier au palais du Louvre ; Élisabeth Vigée fait de rapides progrès et, déjà, commence à faire parler d’elle.
C’est au Louvre qu’elle fait la connaissance de Joseph Vernet, artiste célèbre dans toute l’Europe. Il est l'un des peintres les plus courus de Paris, ses conseils font autorité, et il ne manquera pas de lui en prodiguer.
« J’ai constamment suivi ses avis ; car je n’ai jamais eu de maître proprement dit », écrit-elle dans ses mémoires.
Quoi qu’il en soit, Vernet, qui consacrera de son temps à la formation de « Mlle Vigée », et Jean-Baptiste Greuze la remarquent et la conseillent.
La jeune fille peint de nombreuses copies d'après les maîtres. Elle va admirer les chefs-d’œuvre du palais du Luxembourg ; de plus, la renommée de ces peintres lui ouvre toutes les portes des collections d'art privées princières et aristocratiques à Paris où elle peut étudier à loisir les grands maîtres, copier des têtes de Rembrandt, Van Dyck ou Greuze, étudier les semi-tons ainsi que les dégradations sur les parties saillantes d’une tête. Elle écrit :
« On pouvait exactement me comparer à l’abeille, tant j’y récoltais de connaissances… ».
Toute sa vie, ce besoin d’apprendre ne la quittera pas, car elle a compris qu’un don se travaille. Déjà, on lui commande des portraits et elle commence à gagner sa vie.
Elle peint son premier tableau reconnu en 1770, un portrait de sa mère (Madame Le Sèvre, née Jeanne Maissin, collection particulière). Ayant à son âge peu d'espoir d'intégrer l'Académie royale de peinture et de sculpture, institution prestigieuse mais conservatrice, elle présente plusieurs de ses tableaux à l'Académie de Saint-Luc dont elle devient officiellement membre le 25 octobre 1774.

### Une carrière fulgurante

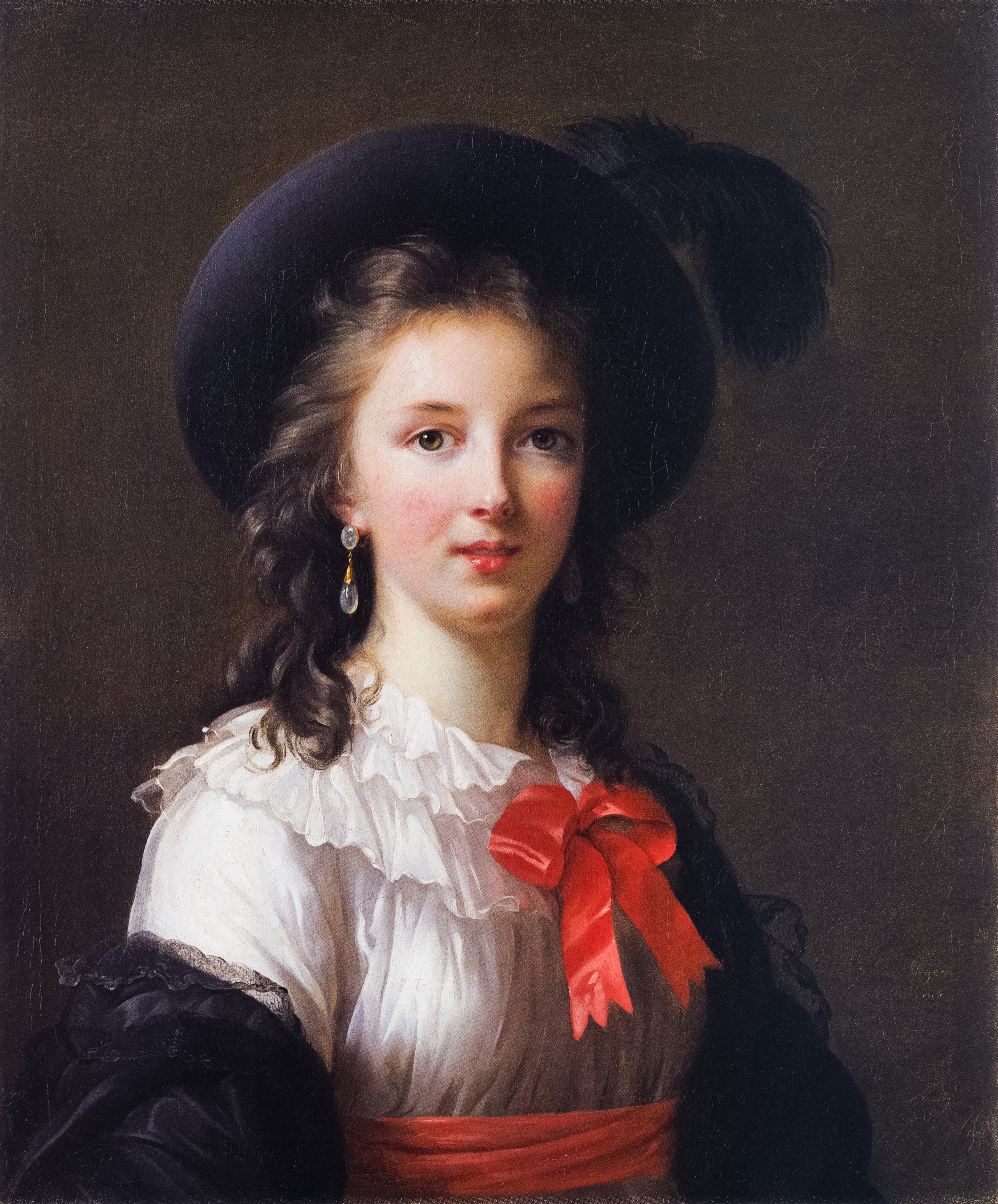
Autoportrait (1781), Fort Worth, Kimbell Art Museum.

En 1770, le dauphin Louis-Auguste, futur Louis XVI, petit-fils du roi Louis XV, épouse Marie-Antoinette d'Autriche à Versailles, fille de l'impératrice Marie-Thérèse d'Autriche.
Louise-Élisabeth Vigée commence à réaliser des portraits de commande, mais son beau-père accapare ses revenus. Elle prend l'habitude de dresser la liste des portraits qu'elle a peints dans l'année. Ainsi, il est possible de savoir qu'en 1773, elle en a peint vingt sept. Elle commence à peindre de nombreux autoportraits.
Elle est membre de l'Académie de Saint-Luc dès 1774. En 1775, elle offre à l’Académie royale deux portraits ; en récompense, elle reçoit une lettre, signée par d'Alembert, l'informant qu'elle est admise à participer aux séances publiques de l’Académie.

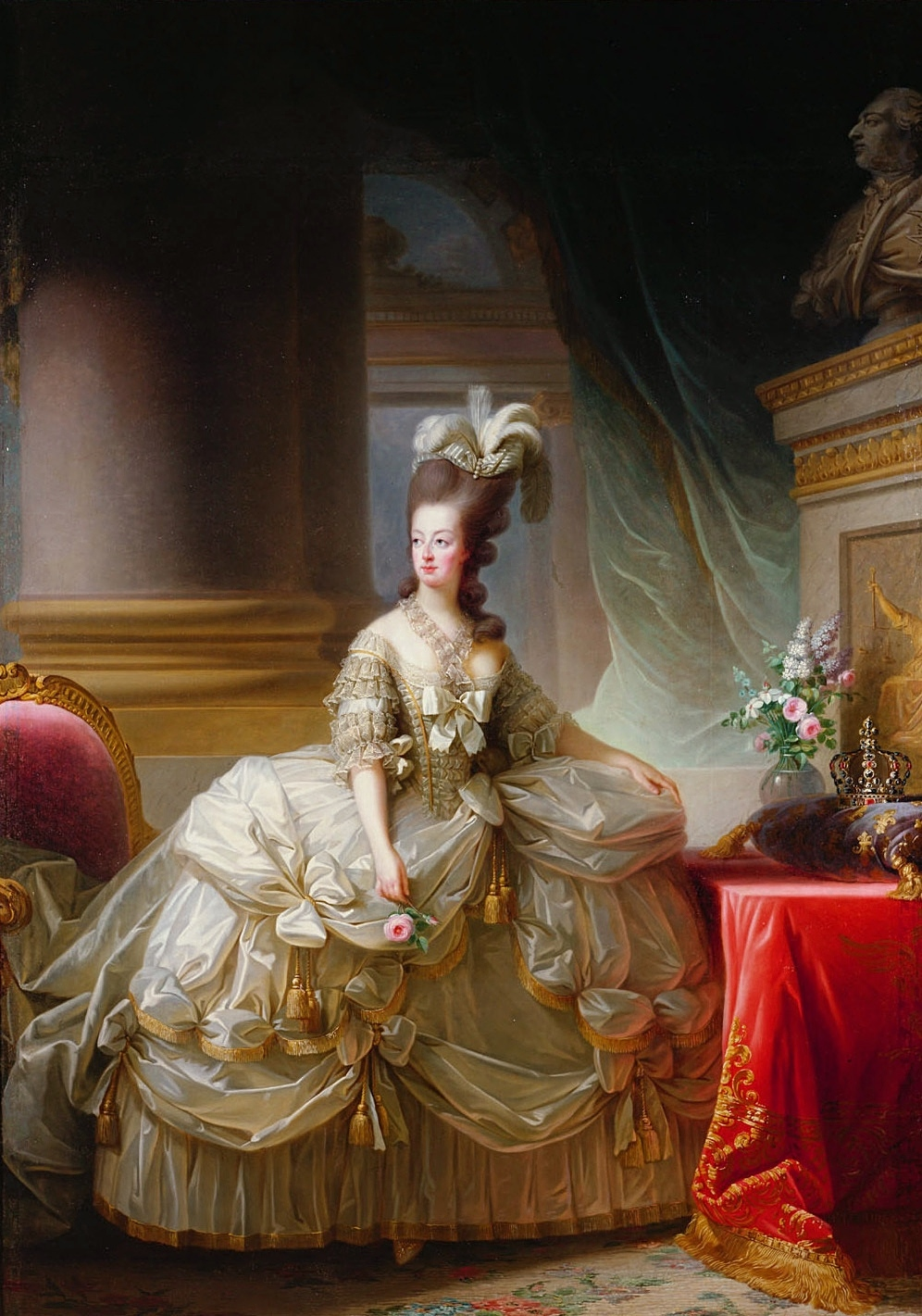
Marie-Antoinette en robe à panier en satin blanc (1778) avec les traits des Habsbourg (menton un peu tombant, yeux globuleux, nez légèrement busqué, lèvre inférieure épaisse), Musée d'histoire de l'art de Vienne.

Lorsque son beau-père se retire des affaires en 1775, la famille s'installe au No 19-21 rue de Cléry, dans l'hôtel Lubert, dont le principal locataire est Jean-Baptiste-Pierre Lebrun qui exerce les professions de marchand et restaurateur de tableaux, d'antiquaire et de peintre. Il est un spécialiste de peinture hollandaise dont il a publié des catalogues. Elle visite avec le plus vif intérêt la galerie de tableaux de Lebrun et y parfait ses connaissances picturales. Ce dernier devient son agent, s'occupe de ses affaires. Déjà marié une première fois en Hollande, il la demande en mariage. Libertin et joueur, il a mauvaise réputation, et le mariage est formellement déconseillé à la jeune artiste. Cependant, désireuse d'échapper à sa famille, elle l'épouse le 11 janvier 1776 dans l'intimité, avec la dispense de deux bans, en l'église Saint-Eustache. Élisabeth Vigée devient Élisabeth Vigée Le Brun.
Elle reçoit cette même année sa première commande de la Cour du comte de Provence, le frère du roi puis, le 30 novembre 1776, Élisabeth Vigée Le Brun est admise à travailler pour la Cour de Louis XVI.
En 1778, elle devient peintre officielle de la reine et est donc appelée pour réaliser le premier portrait de la reine Marie-Antoinette d'Autriche d'après nature.
C'est également à cette époque qu'elle peint le portrait de Antoine-Jean Gros, enfant, à sept ans, et qu'elle ouvre une académie et enseigne.
Son hôtel particulier devient un lieu à la mode, Élisabeth Vigée Le Brun traverse une période de succès et son mari y ouvre une salle des ventes dans laquelle il vend des antiquités et des tableaux de Greuze, Fragonard, etc. Elle vend ses portraits pour 12 000 francs sur lesquels elle ne touche que 6 francs, son mari empochant le reste, comme elle le dit dans ses Souvenirs : « J'avais sur l'argent une telle insouciance, que je n'en connaissais presque pas la valeur. »
Le 12 février 1780, Élisabeth Vigée Le Brun donne naissance à sa fille; Jeanne-Julie-Louise Vigée Le Brun. Elle continue à peindre pendant les premières contractions et, dit-on, lâche à peine ses pinceaux pendant l’accouchement. Sa fille Julie Le Brun sera le sujet de nombreux portraits. Une seconde grossesse quelques années plus tard donnera un enfant mort en bas âge.
En 1781, elle voyage à Bruxelles avec son mari pour assister et acheter à la vente de la collection du défunt gouverneur Charles-Alexandre de Lorraine ; elle y rencontre le prince de Ligne.

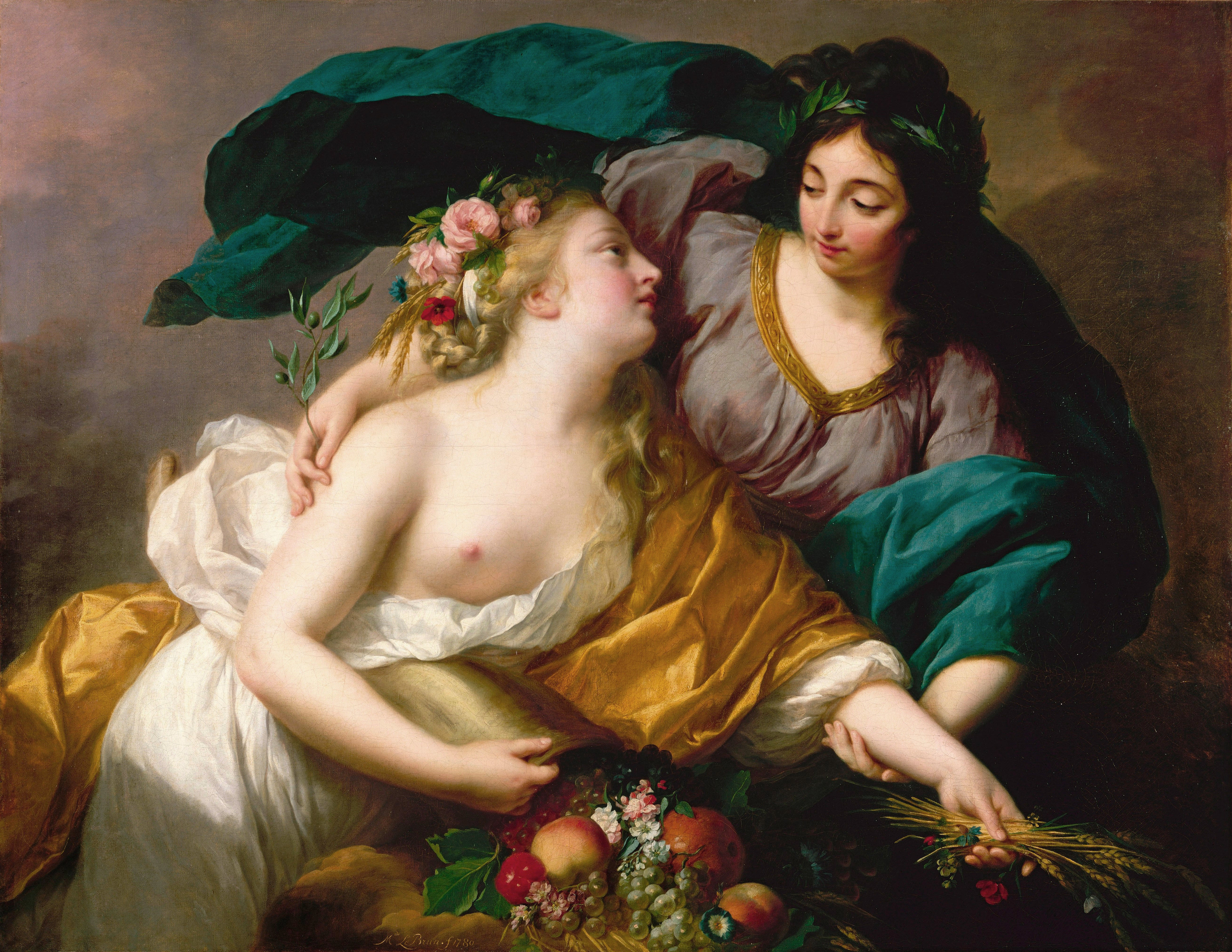
La Paix ramenant l'Abondance (1780), Paris, musée du Louvre

Inspirée par Rubens qu'elle admire, elle peint son Autoportrait au chapeau de paille en 1782 (Londres, National Gallery).
Ses portraits de femmes lui attirent la sympathie de Marie-Adélaïde de Bourbon, duchesse de Chartres et princesse du sang, qui la présente à la reine, sa contemporaine exacte, cette dernière faisant d’elle sa peintre officielle et favorite en 1778. Elle multiplie les originaux et les copies. Certaines toiles restent la propriété du roi, d'autres sont offertes aux familiers, aux ambassadeurs et aux cours étrangères.
Alors qu'elle n'arrivait pas à y être admise, elle est reçue à l’Académie royale de peinture et de sculpture le 31 mai 1783 en même temps que sa concurrente Adélaïde Labille-Guiard et contre la volonté de Jean-Baptiste Marie Pierre, premier peintre du roi. Son sexe et la profession de son mari, marchand de tableaux, sont pourtant de fortes oppositions à son entrée, mais l'intervention protectrice de Marie-Antoinette lui permet d'obtenir ce privilège de Louis XVI.
Vigée Le Brun présente une peinture de réception (alors qu’on ne lui en demandait pas), La Paix ramenant l’Abondance réalisée en 1783 (Paris, musée du Louvre), pour être admise en qualité de peintre d’Histoire. Forte de l'appui de la reine, elle se permet l'impertinence d'y montrer un sein découvert, alors que les nus académiques étaient réservés aux hommes,. Elle est reçue sans qu’aucune catégorie soit précisée.

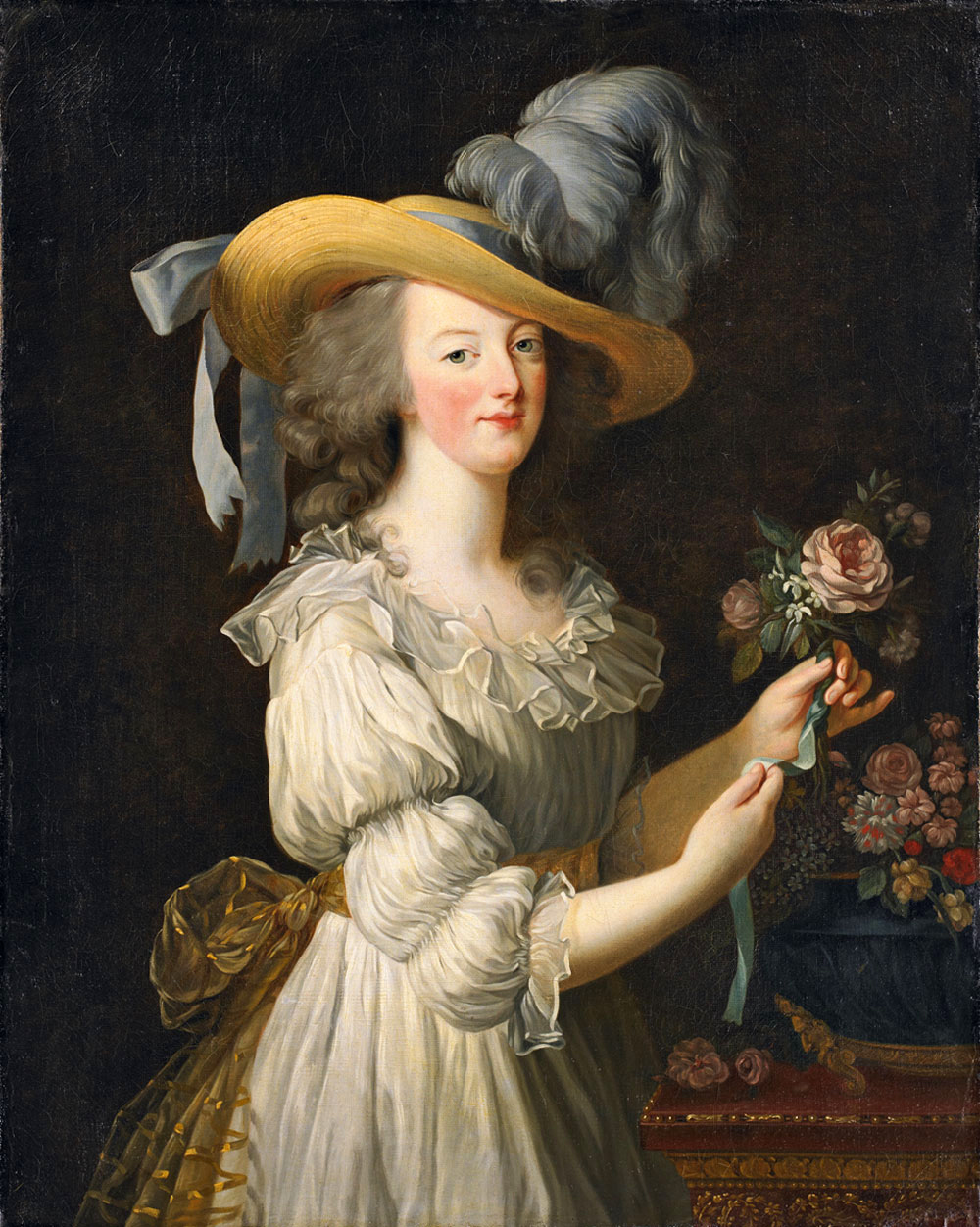
Marie-Antoinette en gaulle, le tableau qui fit scandale.

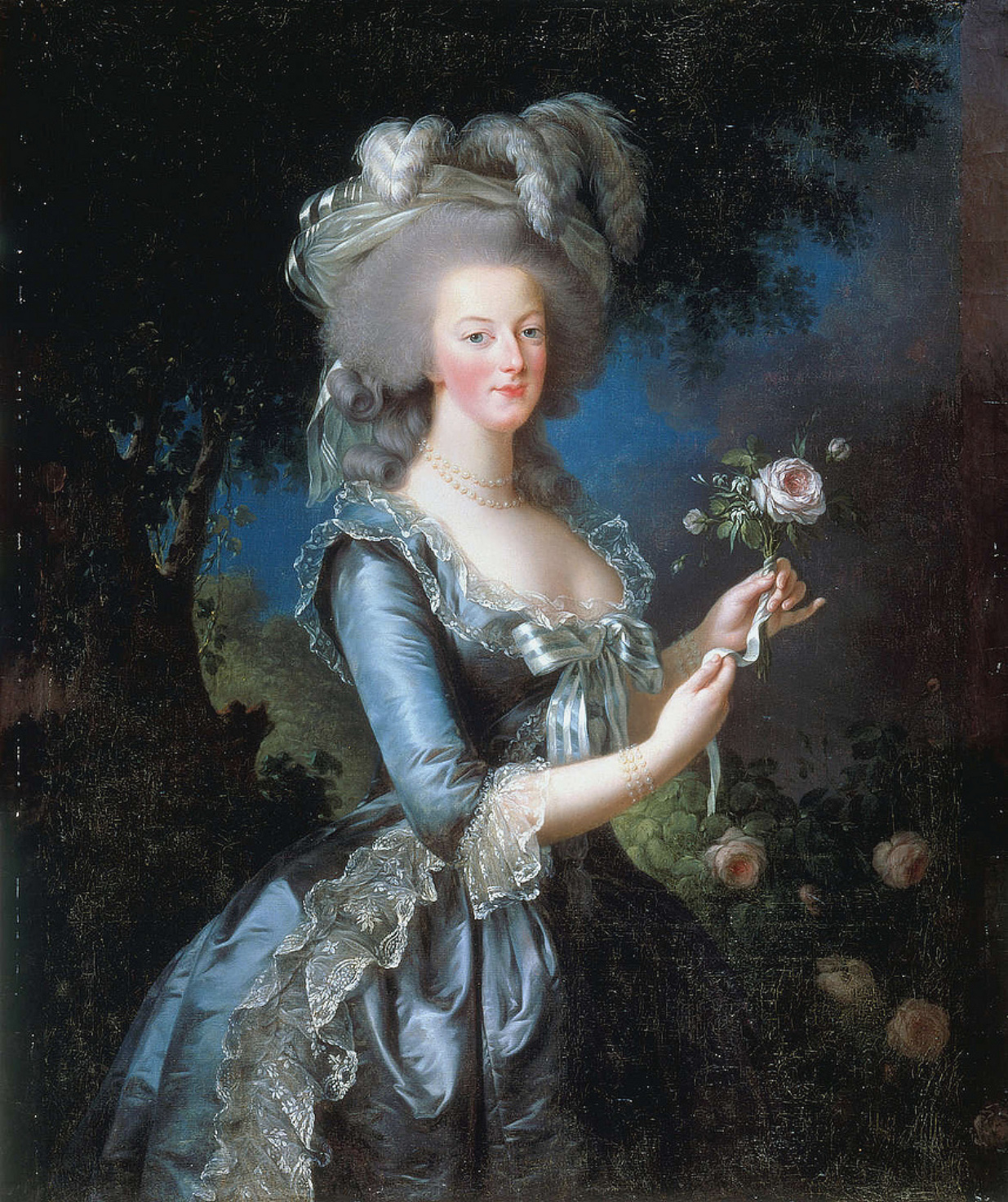
Vigée Le Brun atténue les défauts physiques de la reine peinte avec des traits plus fins dans Marie-Antoinette dit « à la Rose » (1783), musée national des châteaux de Versailles et de Trianon.

En septembre de la même année, elle participe au Salon pour la première fois et y présente Marie-Antoinette en gaulle : elle a l'audace de présenter la reine dans une robe en gaule, mousseline de coton qui est généralement utilisée en linge de corps ou d'intérieur. Les critiques se scandalisent du fait que la reine s'est fait peindre en chemise, si bien qu'au bout de quelques jours, Vigée Le Brun doit retirer le tableau et le remplacer par un portrait identique mais avec une robe plus conventionnelle, Marie-Antoinette dit « à la Rose ». Dès lors, les prix de ses tableaux s'envolent.
Le couple Lebrun ayant acheté l’hôtel de Lubert aux héritiers de cette famille en 1778, ils l'agrandissent, de 1784 à 1785, en faisant construire un second bâtiment au fond du jardin par l'architecte Jean-Arnaud Raymond (1739-1811). Il va prendre le nom d'hôtel Lebrun et ouvrira au no 4 de la rue du Gros-Chenet. L'architecte Jean-Arnaud Raymond est également chargé d’agrandir l’ancien hôtel de Lubert et réalise une salle destinée à la vente de tableaux. L’hôtel est relié par un escalier à une salle circulaire couverte d’une coupole lui offrant ainsi un éclairage zénithal. Des gradins surmontés d'arcades en plein cintre elles-mêmes surmontées de rideaux entourent cette grande salle, lui donnant un aspect de théâtre antique. Pendant la Révolution, l’Église Notre-Dame-de-Bonne-Nouvelle de Paris étant fermée, la salle Lebrun est réquisitionnée pour la célébration de mariages et de baptêmes. Puis elle sert de salle de concert et disparait finalement au cours du XIXe siècle. Plus aucune trace n’en subsiste aujourd’hui ,  , 
Le 19 octobre 1785, son jeune frère Étienne épouse Suzanne Rivière, dont le frère sera le compagnon d'exil d'Élisabeth Vigée Le Brun entre 1792 et 1801. Elle peint le portrait du ministre des Finances Charles Alexandre de Calonne qui lui est payé 800 000 francs,.
Faisant partie des intimes de la Cour, elle est l'objet comme le roi et la reine de critiques et médisances. Des rumeurs plus ou moins fondées accusent notamment Vigée Le Brun d'entretenir une liaison avec le ministre Calonne, mais également avec le comte de Vaudreuil (dont elle a une mèche dans sa tabatière et dont les Correspondances avec lui sont publiées) ou le peintre Ménageot.

### Un art du portrait duXVIIIesiècle
Avant 1789, l'œuvre d'Élisabeth Vigée Le Brun est composé de portraits, genre à la mode dans la seconde moitié du XVIIIe siècle, pour les clients fortunés et aristocratiques qui constituent sa clientèle. Vigée Le Brun était, au dire de sa biographe Geneviève Haroche-Bouzinac : « une belle femme, d’un abord agréable, d’une conversation enjouée, elle jouait d’un instrument, était une bonne actrice, avait des talents de société qui lui ont facilité son intégration dans les milieux mondains et un grand talent de portraitiste qui possédait l’art de flatter ses modèles… ». Pour Marc Fumaroli, l'art du portrait de Vigée Le Brun est un prolongement de l'art de la conversation des salons, où on se présente sous son meilleur jour, écoute et fait société dans un monde féminin à l'écart du bruit du monde. Les portraits de Vigée Le Brun sont un des summums de l'art de peindre « au naturel ».
Elle écrira un court texte, Conseils pour la peinture du portrait, pour sa nièce.

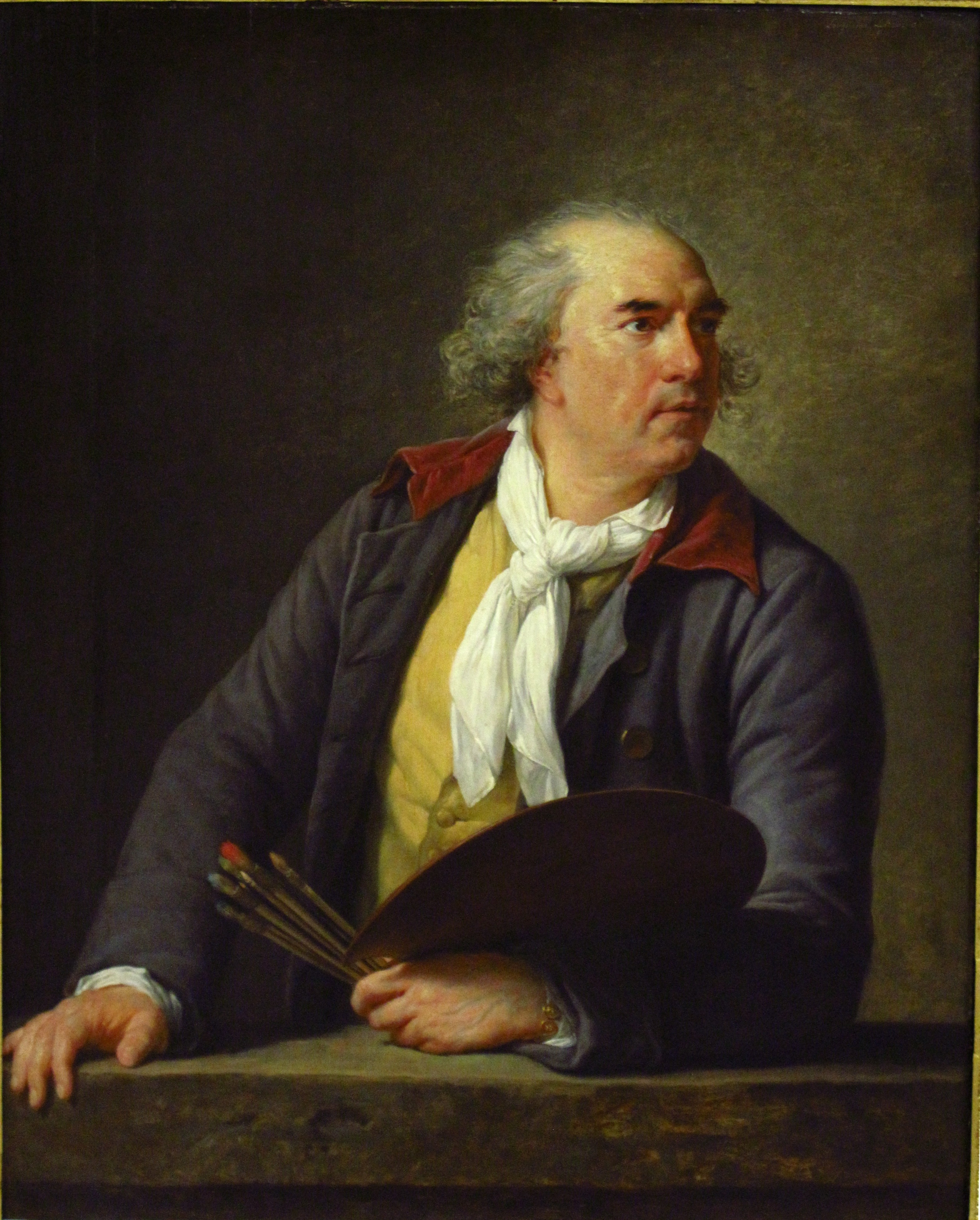
Le Peintre Hubert Robert (1788), Paris, musée du Louvre.

Parmi ses portraits de femmes, on peut citer notamment les portraits de Marie-Antoinette (une vingtaine sans compter ceux des enfants) ; Catherine Noël Worlee (la future princesse de Talleyrand) qu’elle réalisa en 1783 et qui fut exposé au Salon de peinture de Paris de cette même année 1783 ; la sœur de Louis XVI, Mme Élisabeth ; l'épouse du comte d'Artois ; deux amies de la reine : la princesse de Lamballe et la comtesse de Polignac. En 1786, elle peint (simultanément ?) son premier autoportrait avec sa fille (voir plus bas) et le portrait de Marie-Antoinette et ses enfants. Les deux tableaux sont exposés au Salon de peinture de Paris de la même année et c'est l'autoportrait avec sa fille qui est encensé par le public.
En 1788, elle peint ce qu'elle considère comme son chef-d'œuvre : Le Portrait du peintre Hubert Robert.
Au sommet de sa gloire, dans son hôtel particulier parisien, rue de Cléry, où elle reçoit une fois par semaine la haute société, elle donne un « souper grec », qui défraie la chronique par l'ostentation qui s'y déploie et pour laquelle on la soupçonne d'avoir dépensé une fortune.
Des lettres et des libelles circulent dans Paris, pour prouver sa relation avec Calonne. On l'accuse d'avoir des lambris d'or, d'allumer son feu avec des billets de caisse, de brûler du bois d’aloès dans sa cheminée. Le coût du dîner de 20 000 francs fut rapporté au roi Louis XVI qui s'emporta contre l'artiste.

### La Révolution

Jeanne Bécu, comtesse du Barry par Mme Vigée-Lebrun (1782).

À l’été 1789, Élisabeth Vigée Le Brun se trouve au château de Louveciennes chez la comtesse du Barry, la dernière maîtresse de Louis XV, dont elle a commencé le portrait, lorsque les deux femmes entendent le canon tonner dans Paris. L’ancienne favorite se serait écriée : « Si Louis XV vivait, sûrement tout cela n'aurait pas été ainsi. ».
Son hôtel particulier est saccagé, des sans-culottes déversent du soufre dans ses caves et tentent d'y mettre le feu. Elle se réfugie chez l'architecte Alexandre-Théodore Brongniart.
Dans la nuit du 5 au 6 octobre 1789, alors que la famille royale est ramenée de force à Paris, Élisabeth Vigée Le Brun quitte la capitale avec sa fille, Julie Le Brun, sa gouvernante et cent louis, laissant derrière elle son époux qui l'encourage à fuir, ses peintures et le million de francs qu'elle a gagné à son mari, n'emportant que 20 francs, écrit-elle dans ses Souvenirs.
Elle dit plus tard de la fin de l’Ancien Régime : « Les femmes régnaient alors, la Révolution les a détrônées. ».
Elle quitte Paris pour Lyon, déguisée en ouvrière, puis traverse le mont Cenis vers la Savoie (alors possession du royaume de Sardaigne), où elle est reconnue par un postillon qui lui propose un mulet :
-« Ah ! reprit-il en riant, madame n'est pas une ouvrière, on sait qui elle est.
- Eh bien, qui suis-je donc ? demandai-je.
- Vous êtes madame Lebrun, qui peint dans la perfection ».

### L'exil

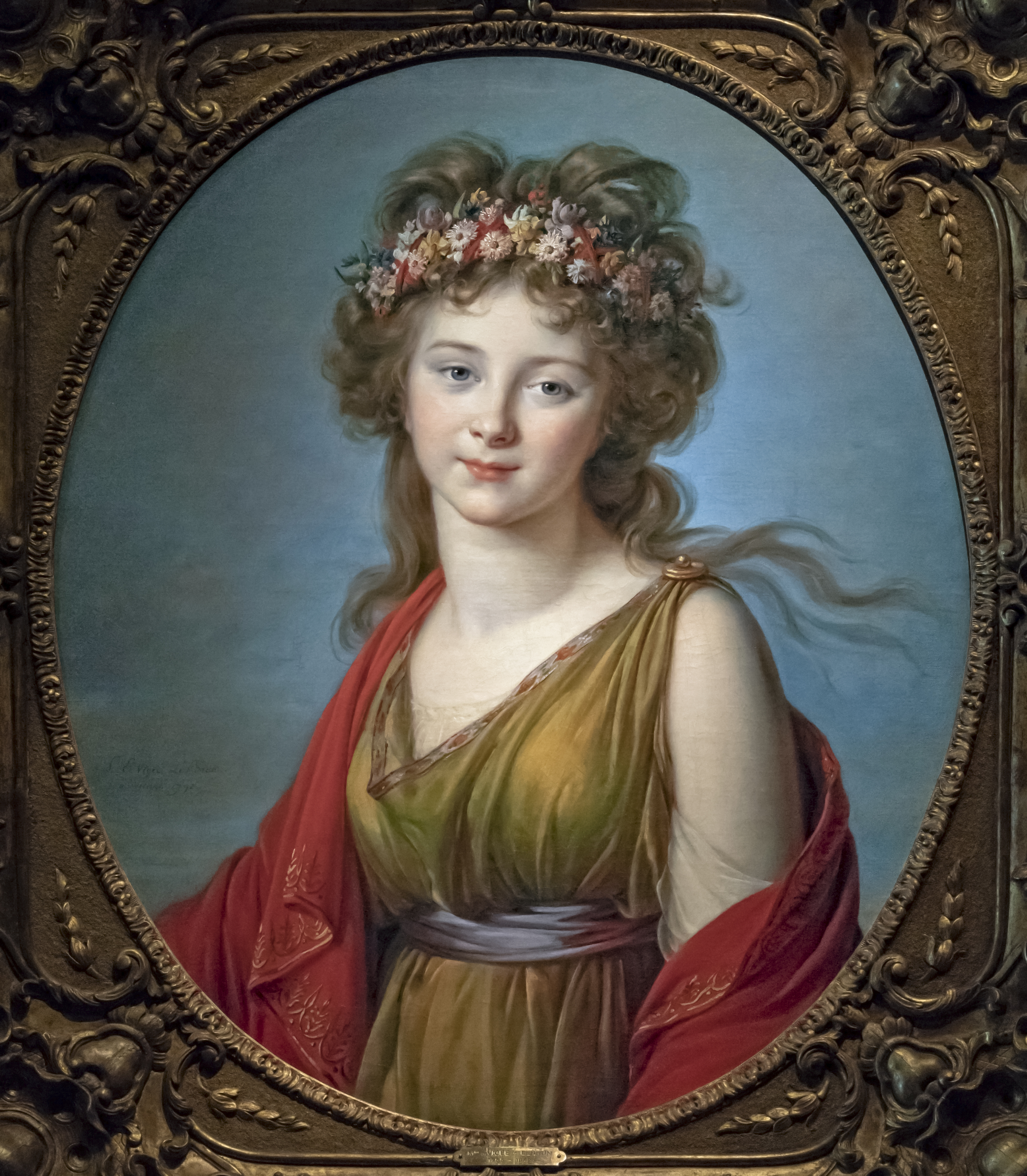
Le Portrait de la comtesse Kagenek en Flore, réalisé en 1792 à Vienne.

Elle arrive à Rome en novembre 1789. En 1790, elle est reçue à la Galerie des Offices en réalisant son Autoportrait, qui obtient un grand succès. Elle envoie des œuvres à Paris au Salon. L’artiste effectue son Grand Tour et vit entre Florence, Rome où elle retrouve Ménageot, et Naples avec Talleyrand et Lady Hamilton, puis Vivant Denon, le premier directeur du Louvre, à Venise. Elle veut rentrer en France, mais elle est inscrite, en 1792, sur la liste des émigrés et perd ainsi ses droits civiques. Elle laisse un autoportrait à l'Accademia di San Luca (Accademia Nazionale di San Luca (Académie Nationale de Saint-Luc) : Autorittrato – Autoportrait. Le 14 février 1792, elle quitte Rome pour Venise. Alors que l'Armée du midi rentre en Savoie et au Piémont, elle se rend à Vienne en Autriche, d'où elle ne pense pas partir et où, en tant qu'ancienne peintre de la reine Marie-Antoinette, elle bénéficie de la protection de la famille impériale.
À Paris, Jean-Baptiste-Pierre Lebrun a vendu tout son fonds de commerce en 1791 pour éviter la faillite, alors que le marché de l'art s'est effondré et a perdu la moitié de sa valeur. Proche de Jacques-Louis David, il demande en 1793, sans succès, que le nom de sa femme soit retiré de la liste des émigrés. Il publie un opuscule : Précis Historique de la Citoyenne Lebrun. Comme son beau-frère Étienne, Jean-Baptiste-Pierre est emprisonné quelques mois.
Invoquant la désertion de sa femme, Jean-Baptiste-Pierre Lebrun demande et obtient le divorce en 1794 pour se protéger et préserver leurs biens. Dans le même temps, il expertise les collections saisies par la Révolution à l'aristocratie dont il dresse les inventaires et publie les Observations sur le Muséum National préfigurant les collections et l'organisation du musée du Louvre, dont il devient le commissaire-expert. Puis comme adjoint à la commission des arts, An III (1795), il publie Essai sur les moyens d'encourager la peinture, la sculpture, l'architecture et la gravure. Ainsi le tableau de maternité de Madame Vigée Le Brun et sa fille (v.1789), commandé par le comte d'Angivillier, directeur des Bâtiments du roi, saisi par Le Brun intègre les collections du Louvre.
Quant à Élisabeth-Louise Vigée Le Brun, elle parcourt l'Europe en triomphe.

### En Russie (1795-1801)

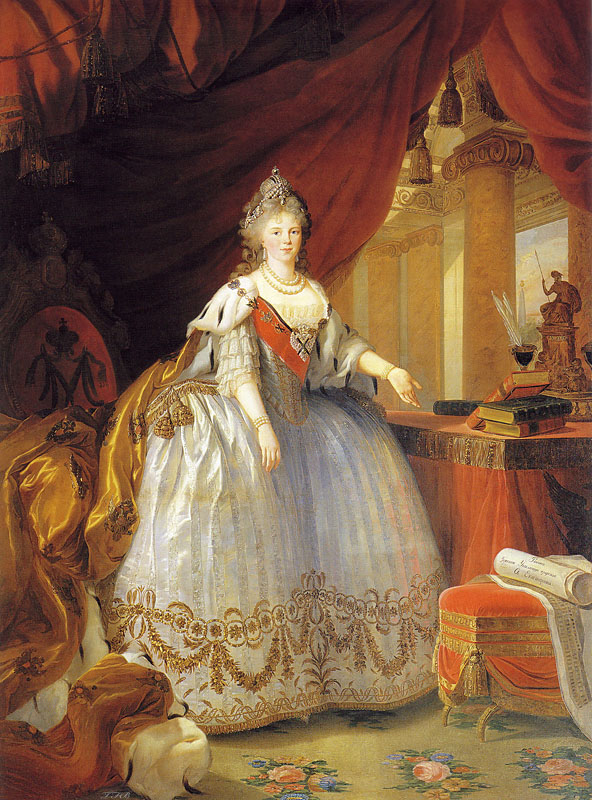
Portrait de l'impératrice Maria Fedorovna (1799), Saint-Pétersbourg, Palais de Peterhof.

À l'invitation de l'ambassadeur de Russie, Élisabeth Vigée Le Brun se rend en Russie, pays qu'elle considèrera comme sa seconde patrie. En 1795, elle est à Saint-Pétersbourg où elle fait un séjour de plusieurs années favorisé par des commandes de la haute société russe et des appuis de Gabriel-François Doyen, proche de l'impératrice et de son fils. Elle demeure en particulier chez la comtesse Saltykoff en 1801.
Invitée par les grandes cours d’Europe et devant subvenir à ses moyens, elle peint sans cesse.
Elle y peindra en 1801 entre autres le portrait d'Adélaïde de Souza ainsi que deux pastels de la reine de Prusse,. 
Elle se refuse à lire les nouvelles, car elle y apprend l'exécution de ses amis guillotinés pendant la Terreur. Elle apprend entre autres la mort de son amant Doyen, cousin de Gabriel-François, né en 1759 à Versailles, qui fut cuisinier de Marie-Antoinette pendant dix ans.
En 1799, une pétition de deux cent cinquante-cinq artistes, littérateurs et scientifiques, soumise par son époux au Directoire, demande le retrait de son nom de la liste des émigrés.
En 1800, son retour est précipité par le décès de sa mère à Neuilly et le mariage, qu'elle n'approuve pas, de sa fille Julie Le Brun avec Gaëtan Bertrand Nigris, directeur des Théâtres impériaux à Saint-Pétersbourg. C'est pour elle un déchirement. Déçue par son mari, elle avait fondé tout son univers affectif sur sa fille. Les deux femmes ne se réconcilieront jamais totalement.
Après un bref séjour à Moscou en 1801, puis en Allemagne, elle peut rentrer à Paris en toute sécurité depuis qu'elle a été radiée de la liste des émigrés en 1800. Elle est accueillie à Paris le 18 janvier 1802, où elle retrouve son mari, avec qui elle revit sous le même toit.

### Entre Paris et Londres et la Suisse (1802 -1809)
Si le retour d’Élisabeth Vigée Le Brun est salué par la presse, elle a du mal à retrouver sa place dans la nouvelle société née de la Révolution et de l'Empire.

« Je n'essaierai point de peindre ce qui se passa en moi lorsque je touchai cette terre de France que j'avais quittée depuis douze ans : la douleur, l'effroi, la joie qui m'agitaient tour à tour […] Je pleurais les amis que j'avais perdus sur l'échafaud ; mais j'allais revoir ceux qui me restaient encore.[…] Mais ce qui me déplaisait bien davantage, c'était de voir encore écrit sur les murs : liberté, fraternité ou la mort... »

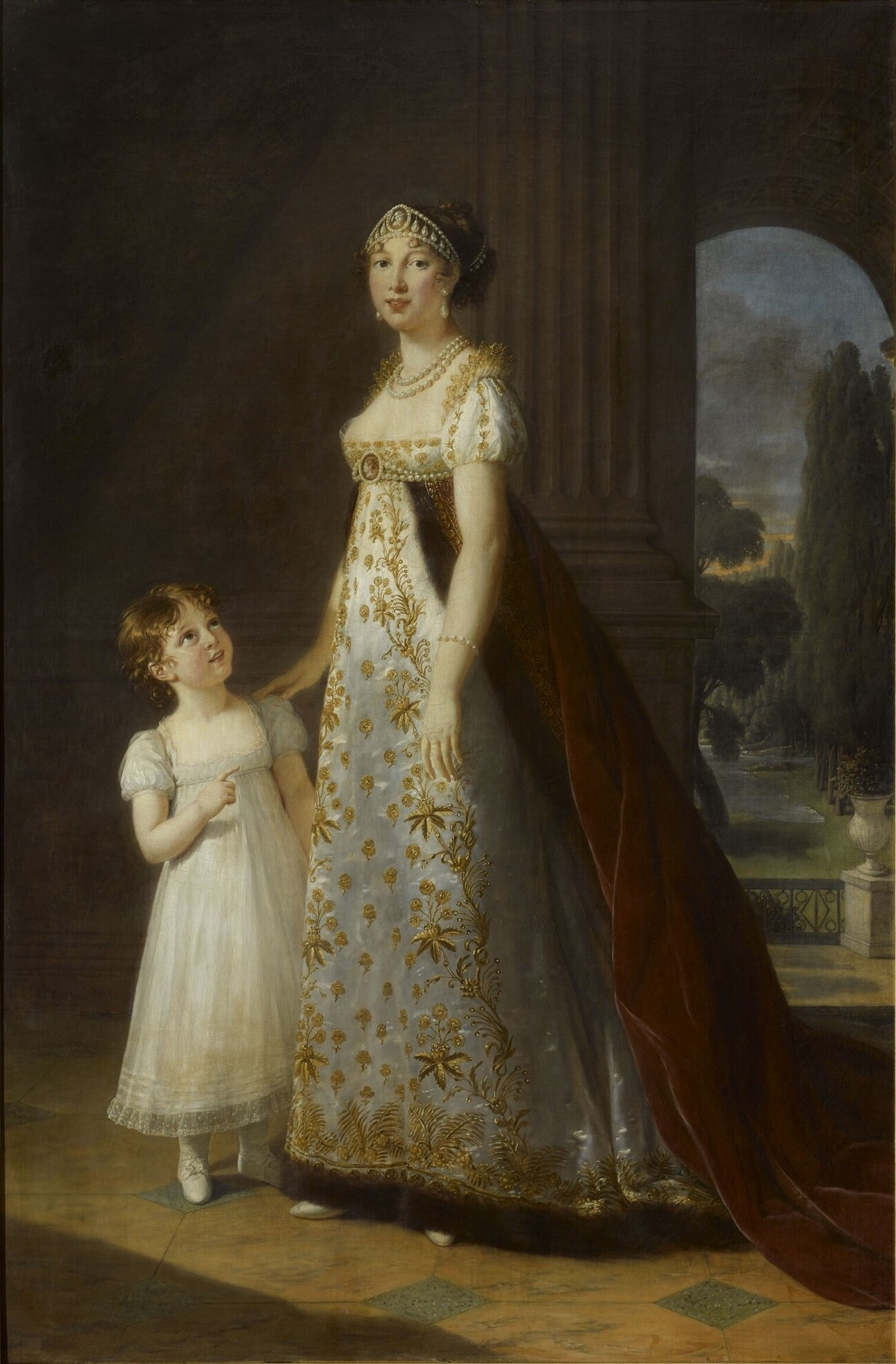
Caroline Murat, reine de Naples avec sa fille Laetitia (1807), château de Versailles.

Quelques mois plus tard, elle quitte la France pour l'Angleterre, où elle s'installe à Londres pour trois ans. Là, elle rencontre Lord Byron, le peintre Benjamin West, retrouve Lady Hamilton, la maîtresse de l'amiral Nelson qu'elle avait connue à Naples, et admire la peinture de Joshua Reynolds.
Elle vit avec la Cour de Louis XVIII et du comte d'Artois en exil entre Londres, Bath et Douvres.
Après un passage par la Hollande, elle retrouve Paris en juillet 1805, et sa fille Julie qui a quitté la Russie en 1804. En 1805, elle reçoit la commande du portrait de Caroline Murat, épouse du roi de Naples, Joachim Murat, une des sœurs de Napoléon devenue reine de Naples, et cela se passe mal : « J’ai peint de véritables princesses qui ne m’ont jamais tourmentée et ne m’ont pas fait attendre », dira l'artiste quinquagénaire à cette jeune reine parvenue.
Le 14 janvier 1807, elle rachète à son mari endetté ses hôtels particuliers parisiens et sa salle des ventes qui est toujours en activité en 1827, et dont l’architecture de forme ronde est inspirée de l'œuvre de l'architecte italien Palladio. La façade forme un demi-cercle qui a été conservée et que l'on peut voir en franchissant le porche du numéro 8 de la rue du Sentier. Ce sont en 2023 des bureaux , , , ,. Mais en butte au pouvoir impérial, Vigée Le Brun quitte la France pour la Suisse, où elle rencontre Madame de Staël en 1807.

### Le retour en France
En 1809, Élisabeth Vigée Le Brun revient en France et s'installe à Louveciennes, dans une maison de campagne voisine du château ayant appartenu à la comtesse du Barry (guillotinée en 1793) dont elle avait peint trois portraits avant la Révolution. Elle vit alors entre Louveciennes et Paris, où elle tient salon et croise les artistes en renom. Son mari, dont elle avait divorcé, meurt en 1813.
En 1814, elle se réjouit du retour de Louis XVIII, « Le monarque qui convenait à l'époque », écrit-elle dans ses mémoires. Après 1815 et la Restauration, ses tableaux, en particulier les portraits de Marie-Antoinette, sont restaurés et ré-accrochés au Louvre, à Fontainebleau et à Versailles.
Sa fille finit sa vie dans la misère en 1819, et son frère, Étienne Vigée, meurt en 1820. Elle effectue un dernier voyage à Bordeaux au cours duquel elle effectue de nombreux dessins de ruines. Elle peint encore quelques couchers de soleils, des études de ciel ou la montagne, dont la vallée de Chamonix au pastel (Le Mont blanc, L'Aiguille du Goûter, musée de Grenoble).

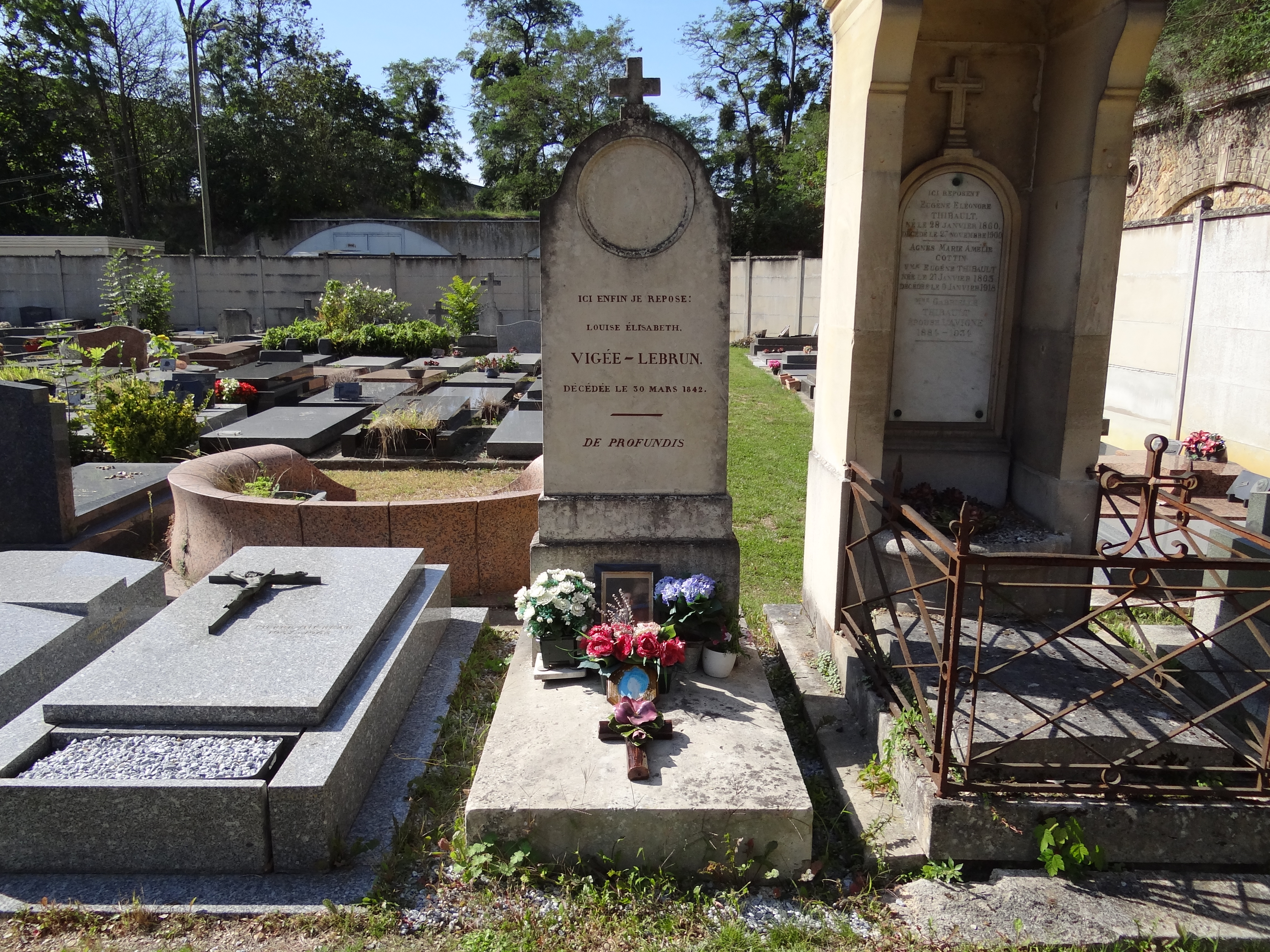
La tombe d'Élisabeth Vigée Le Brun au cimetière des Arches de Louveciennes (Yvelines).

À Louveciennes, où elle vit huit mois de l'année, le reste en hiver à Paris, elle reçoit le dimanche des amis et des artistes dont son ami le peintre Antoine-Jean Gros, qu'elle connaît depuis 1778, et elle est très affectée par son suicide en 1835.
En 1829, elle écrit une courte autobiographie qu'elle envoie à la princesse Nathalie Kourakine, et rédige son testament. En 1835, elle publie ses Souvenirs avec l'aide de ses nièces Caroline Rivière, venue vivre avec elle, et d'Eugénie Tripier Le Franc, peintre portraitiste et dernière élève. C'est cette dernière qui écrit de sa main une partie des souvenirs du peintre, d'où les doutes émis par certains historiens quant à leur authenticité.
À la fin de sa vie, l'artiste en proie à des attaques cérébrales, perd la vue.
Elle meurt à Paris à son domicile de la rue Saint-Lazare le 30 mars 1842 et est enterrée au cimetière paroissial de Louveciennes. Sur la pierre tombale, privée de sa grille d'entourage, se dresse la stèle de marbre blanc portant l'épitaphe « Ici, enfin, je repose… », ornée d'un médaillon représentant une palette sur un socle et surmontée d'une croix. Sa tombe a été transférée en 1880 au cimetière des Arches de Louveciennes, lorsque l'ancien cimetière a été désaffecté.

## Son œuvre
La majorité de son œuvre, 660 sur 900 tableaux, est composée de portraits. Malgré "l'interdit" officieux pour les artistes femmes, elle peint quelques tableaux à thème mythologique, dont son tableau La Paix ramenant l'Abondance de 1780, constituant sa pièce de réception à l'Académie royale de peinture et de sculpture, qui, dans le cadre de la polémique pour ou contre son admission, avait été très sévèrement critiquée par les membres de l'Académie pour ses fautes de dessin et son manque d'idéalisation. En fait, elle privilégie la couleur au dessin, ce qui est considéré comme moins "masculin" (Voir le commentaire de l'exposition rétrospective au Grand Palais ouverte le 23 septembre 2015 : le livret est consultable sur internet). Elle présentera d'autres tableaux à thème mythologique aux salons de 1783 et 1785, et exécutera par la suite des portraits avec attributs mythologiques. Elle semble renoncer à ce genre pour des raisons financières. Elle utilise principalement l'huile, utilisant le pastel pour des paysages ou pour des esquisses. Ses paysages à l'huile dont on connaît la production ont été perdus, mais des paysages au pastel sont connus (Voir ventes aux enchères Artcurial sur internet, la dernière vente publiée en 2020). Elle s'inspire des anciens maîtres. Ainsi le style du Portrait de femme de Pierre Paul Rubens (1622-1625, Londres, National Gallery) se retrouve dans plusieurs de ses tableaux, dont son Autoportrait au chapeau de paille (1782-1783, Londres, National Gallery) ou sa Gabrielle Yolande Claude Martine de Polastron, duchesse de Polignac (1782, musée national des châteaux de Versailles et de Trianon). On peut également retrouver l'influence de Raphaël et de sa Madonna della seggiola (1513-1514, Florence, Palazzo Pitti) dans son Autoportrait avec sa fille Julie (1789, Paris, musée du Louvre). Élisabeth Vigée Le Brun peindra une cinquantaine d'autoportraits, faisant d'elle-même son sujet de prédilection. À ce titre, elle est reconnue comme la représentante française la plus éminente de l'autoportrait féminin en peinture.
Un autre de ses thèmes de prédilection est la représentation de l'enfant, soit comme sujet isolé, soit en compagnie de la mère, tentant de peindre la « tendresse maternelle », surnom d'ailleurs donné à son premier autoportrait avec sa fille (Autoportrait de Madame Le Brun tenant sa fille Julie sur ses genoux, 1786, Paris, musée du Louvre). On retrouve ces mêmes tendresse et amour maternels, cette même proximité entre la mère et la fille, dans son second autoportrait avec sa fille, mentionné à la fin du paragraphe précédent.
Son œuvre développe un premier style avant 1789, et un second après cette date. La première partie de son œuvre est composée de portraits féminins dans le style « au naturel » propre au rococo. Elle privilégie progressivement les étoffes simples et flottantes, non empesées, les cheveux non poudrés et laissés au naturel. La seconde partie est plus sévère, le style a changé dans les portraits, mais aussi avec les paysages qui y apparaissent alors (200 environ). Sa palette devient plus sombre comparée à l'allégresse virtuose de l'œuvre pré-révolutionnaire. Si son œuvre exécutée sous l'Ancien Régime a été très commentée, appréciée ou critiquée, la seconde partie qui va de 1789 à 1842 est peu connue. Pour sa biographe, Nancy Heller dans Women Artists : An Illustrated History, les meilleurs portraits de Vigée Le Brun sont autant une évocation vibrante de personnalités que l'expression d'un art de vivre qui disparaissait, alors même qu'elle peignait.
La première exposition rétrospective de son œuvre, en France, a lieu à Paris au Grand Palais en 2015.

## Réception critique

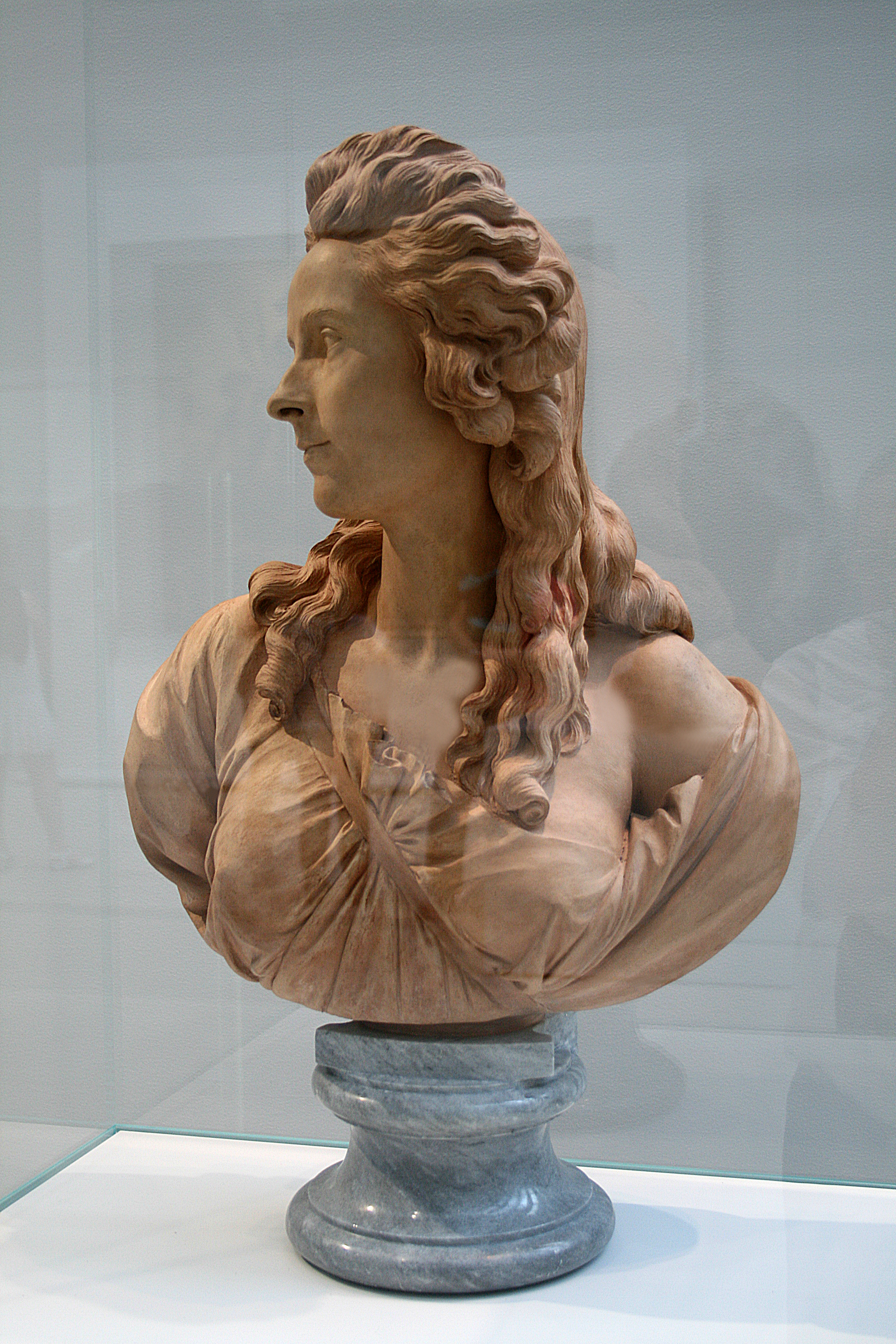
La Peintre Élisabeth Vigée-Lebrun, par Augustin Pajou (1783).

Élisabeth Vigée Le Brun fut célèbre de son vivant, mais son œuvre associée à l'Ancien Régime, et en particulier à la Reine Marie-Antoinette va être sous-estimée jusqu'au XXe siècle. Si en 1845, elle apparaît encore dans la Biographie Universelle de tous les hommes célèbres qui se sont fait remarquer par leurs écrits; leurs actions, leurs talents, leurs vertus ou leurs crimes comme l'épouse de Jean-Baptiste Le Brun, en 1970, dans l'effervescence du temps, ses opinions monarchistes étaient violemment rejetées, son nom n'apparaît même plus dans le Grand Larousse illustré.
Accroché au Louvre, son autoportrait avec sa fille Julie est jugé mièvre. La critique la plus sévère de la conception de la maternité (et de la peinture) selon Vigée Le Brun sera celle formulée par Simone de Beauvoir dans Le Deuxième Sexe en 1949, qui écrit : « Au lieu de se donner généreusement à l'œuvre qu'elle entreprend, la femme la considère comme un simple ornement de sa vie ; le livre et le tableau ne sont qu'un intermédiaire inessentiel, lui permettant d'exhiber cette essentielle réalité : sa propre personne. Aussi est-ce sa personne qui est le principal — parfois l'unique — sujet qui l'intéresse : Mme Vigée-Lebrun ne se lasse pas de fixer sur ses toiles sa souriante maternité ».
À la fin du XXe siècle, l'œuvre d'Élisabeth Vigée Le Brun est très commentée et étudiée par les féministes américaines dans une analyse de la politique culturelle des arts à travers les questions que pose sa carrière exceptionnelle, le parallélisme entre le lien qui l'unit à Marie-Antoinette et celui d'Apelle à Alexandre le Grand, l'établissement de sa réputation, les relations avec ses pairs masculins, la société courtisane qui fonde sa clientèle royaliste, son attitude face à la Révolution, puis l'interdiction faite aux femmes d'étudier aux Beaux-Arts par la Constituante, son narcissisme et la maternité comme identité féminine prolongeant la remarque de Simone de Beauvoir.

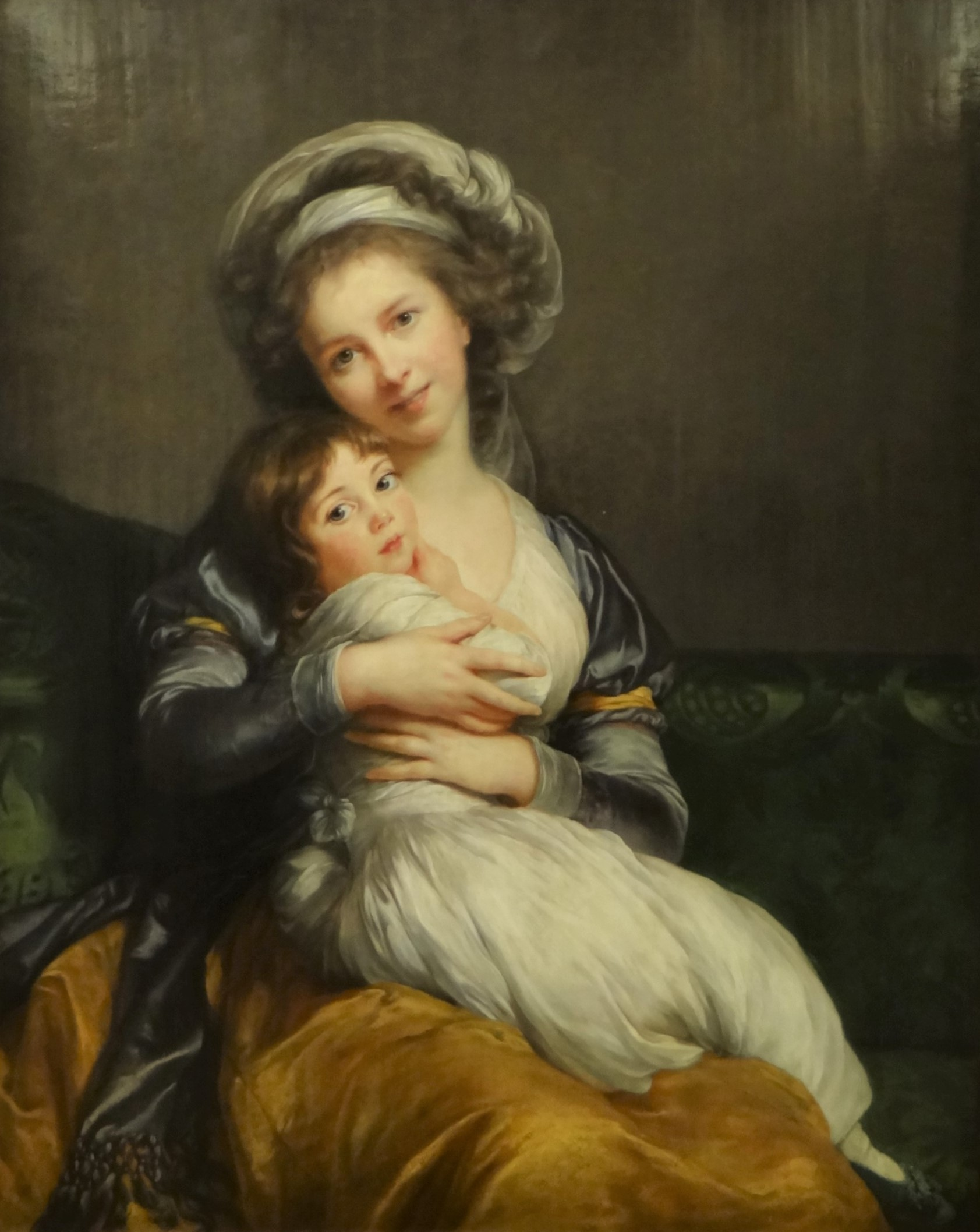
Autoportrait avec sa fille Julie, huile sur panneau, 1786, musée du Louvre.

L'historien anglais Colin Jones (en) considère que le premier autoportrait de la peintre Élisabeth Vigée Le Brun avec sa fille (1786) est le premier vrai sourire représenté de l'art occidental où les dents sont apparentes. Lors de sa présentation, il est jugé scandaleux. En effet, depuis l'Antiquité, les représentations de bouches avec les dents existent mais elles concernent des personnages connotés négativement, tels ceux du peuple, comme sur La Marchande de crevettes de William Hogarth, ou des sujets ne maîtrisant pas leurs émotions (peur, rage, extase, etc.), par exemple sur les toiles flamandes du XVIIe siècle avec des ivrognes ou encore des enfants. Rarement, des artistes font d'eux des autoportraits où on les voit sourire avec leurs dents (Rembrandt, Antoine Watteau, Georges de La Tour) mais Colin Jones considère cela comme un hommage à Démocrite, où le rire furieux fait écho à la folie du monde (comme sur la toile d'Antoine Coypel représentant le philosophe antique). Il convient également de noter que l'hygiène déficiente de l'époque gâte les dents et les fait souvent perdre avant l'âge de 40 ans : garder la bouche fermée et contrôler son sourire répond donc à une certaine nécessité pratique. Néanmoins, sous la houlette de Pierre Fauchard, la dentisterie progresse au XVIIIe siècle. La toile de Vigée Le Brun choque ainsi car elle transgresse les conventions sociales de son temps, qui demandent une maîtrise de son corps, l'art n'en étant que le reflet. Par la suite, la démocratisation de la médecine et la possibilité de conserver des dents saines et blanches permet au sourire de s'afficher.
La première rétrospective de son œuvre en France a lieu de septembre 2015 au 11 janvier 2016 au Grand Palais de Paris. Accompagnée de films, de documentaires, la peintre de Marie-Antoinette apparaît alors dans toute sa complexité.

## Hommages

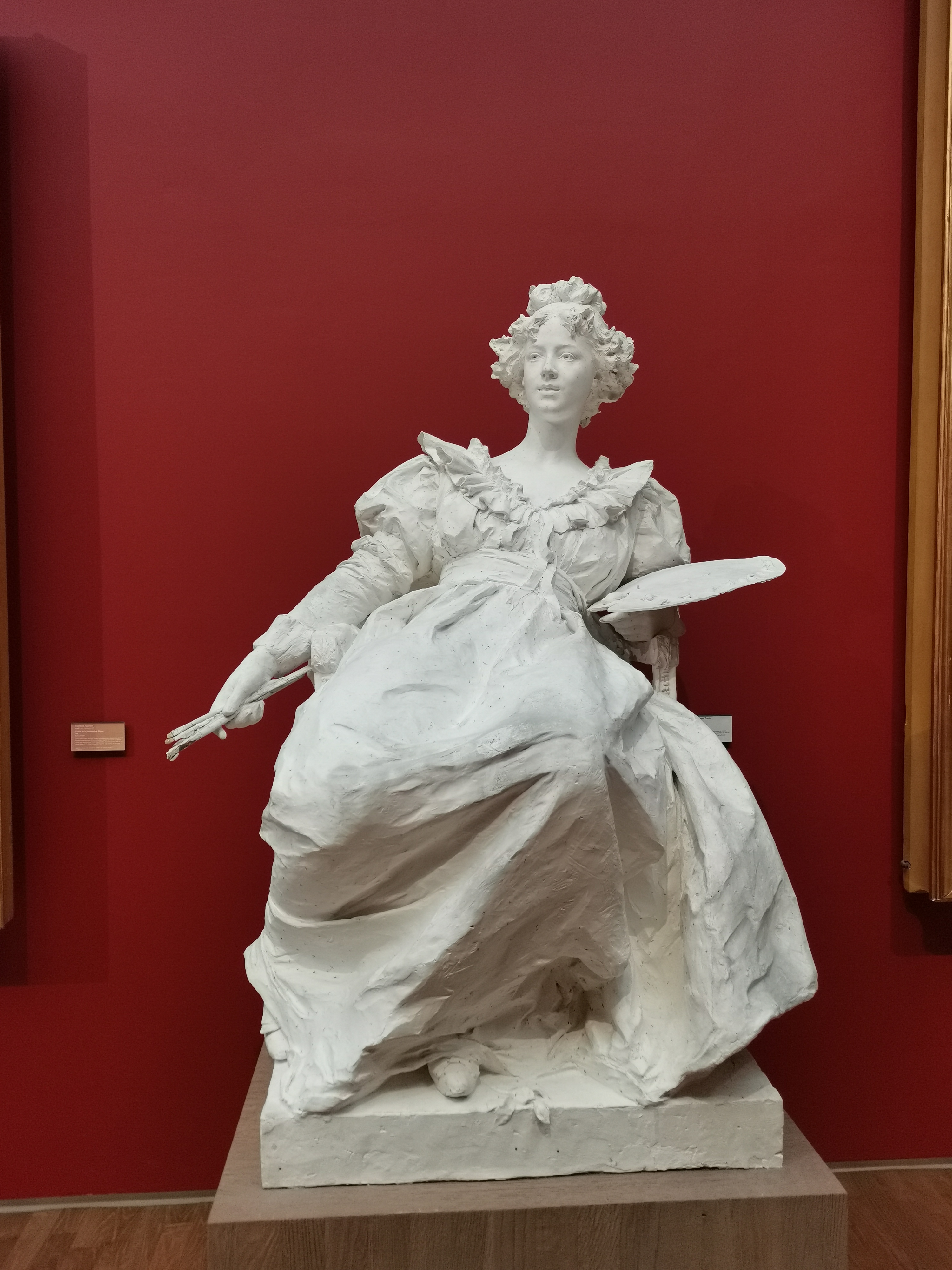
Portrait d'Elisabeth Vigée-Lebrun (1897) par Georges-Ernest Saulo, musée des beaux-arts d'Angers.

- Rue Élisabeth-Vigée-Le-Brun à Paris dans le 15e arrondissement.
- Rue Élisabeth-Vigée-Le-Brun à Saint-Malo.
- Un cratère vénusien, Vigée-Lebrun, est nommé en son honneur[61].
- Sculpture en pied de la peintre, par Édouard Pépin[62] sur la façade Sud de l'hôtel de Ville de Paris, donnant sur le quai de Seine.
- Sculptures assises, présentant l'artiste au naturel, pinceaux et palette aux mains, au Musée des Beaux-arts de Angers de Georges-Ernest Saulo (1865-1945), plâtre original avec points justes pour la réalisation du marbre placée dans l'hôtel de ville d'Angers.

## Expositions
- Élisabeth Louise Vigée Le Brun, 1755-1842, Kimbell Art Museum, Fort Worth (Texas, États-Unis), du 5 juin au 8 août 1982.
- Élisabeth Louise Vigée Le Brun, 1755-1842, Galeries nationales du Grand Palais, Paris (France), du 23 septembre 2015 au 11 janvier 2016 ; Metropolitan Museum of Art, New York (États-Unis) du 9 février au 15 mai 2016 ; Musée des beaux-arts du Canada, Ottawa (Canada) du 10 juin au 12 septembre 2016.

## Documentaires
- 2014, Arnaud Xainte : Le fabuleux destin d'Élisabeth Vigée Le Brun, peintre de Marie-Antoinette, Arte.
- 2015, Carlos Franklin : Marie-Antoinette, reine de France et ses enfants d'Élisabeth Vigée Lebrun (1787) in Les Petits Secrets des grands tableaux, Arte.

### Sources et bibliographie
- Virginie Ancelot, Les Salons de Paris : Foyers éteints, Paris, Éditions Jules Tardieu, 1858, 245 p. (lire en ligne), « Le Salon de madame Lebrun », p. 13-44.
- Ann Sutherland Harris, Linda Nochlin, Femmes peintre 1550-1950, première édition en anglais en 1976, Paris, Éditions des Femmes, 1981.
- (en) David M. Jr. Robb, Élisabeth Vigée Le Brun, 1755-1842 : Catalogue of the exhibition at the Kimbell Art Museum (Fort Worth, Texas), University of Washington Press, 1982 (ISBN 0-912804-06-8, lire en ligne).
- Louise-Élisabeth Vigée Le Brun, Anne Sefrioui, Catherine Berthoud et Jean-Pierre Cuzin (préf. Jean-Pierre Cuzin), Mémoires d’une portraitiste 1755-1842, Édition Scala, 2003 (ISBN 2-86656-331-X)
- Inès de Kertanguy, Madame Vigée Le Brun, Paris, Perrin, 1994, 341 p..
- Françoise Pitt-Rivers, Madame Vigée Le Brun, Paris, Gallimard, 2001, 268 p..
- Geneviève Chauvel, Le Peintre de la Reine. Élisabeth Vigée Le Brun, Pygmalion, 2003, 285 p..
- (it) Alberto Macchi (préf. Angela Sołtys), Irene Parenti, pittrice e poetessa fiorentina vissuta nella seconda metà del XVIII secolo : atto unico teatrale fra realtà e ipotesi, Rome, Aetas, 2006.
- Élisabeth Vigée Le Brun, Les femmes régnaient alors, la Révolution les a détrônées : souvenirs, 1755-1842, Paris, Tallandier, 2009, 623 p.édition établie et annotée par Didier Masseau
- Geneviève Haroche-Bouzinac, Louise Élisabeth Vigée Le Brun, histoire d'un regard, Paris, Flammarion, 2011.
- Marie-Josèphe Bonnet, Liberté, Égalité, Exclusion, Femmes peintres en révolution – 1770-1804, Paris, Vendémiaire, 2012.
- Geneviève Haroche-Bouzinac, Élisabeth Vigée Le Brun – Souvenirs 1755-1842, Paris, Champion Classiques Littérature, 2015.
- Xavier Salmon et Jacopo Ranzani, Élisabeth Louise Vigée Le Brun : L'expo, Paris, RMN, 2015 (ISBN 978-2711862771)
- Guy Boyer, Elisabeth Louise Vigée Lebrun au Grand Palais : Connaissances des arts, vol. HS 686, SFPA, 2015, 66 p. (ISSN 1242-9198)
- Cécile Berly, Louise Élisabeth Vigée Le Brun, Artlys, 2015
- Cécile Berly, Trois femmes : Madame du Deffand, Madame Roland, Madame Vigée Le Brun, Paris, Passés/Composés, 2020 (ISBN 978-2-3793-3221-0)
- Élisabeth Vigée Le Brun, Souvenirs, Paris, Cohen&Cohen, 2015, 3 vol. richement ill., 22x27 cm (ISBN 978-2367490267, lire en ligne)
- Octave Fidière, Les femmes artistes à l'Académie royale de peinture et de sculpture, Paris, Charavay Frères, 1885 (lire en ligne), p. 42-54
- Séverine Sofio, Artistes femmes : La parenthèse enchantée XVIIIe - XIXe siècle, Paris, CNRS éditions, 2023, 566 p. (ISBN 978-2271146908).

### Iconographie par d'autres artistes

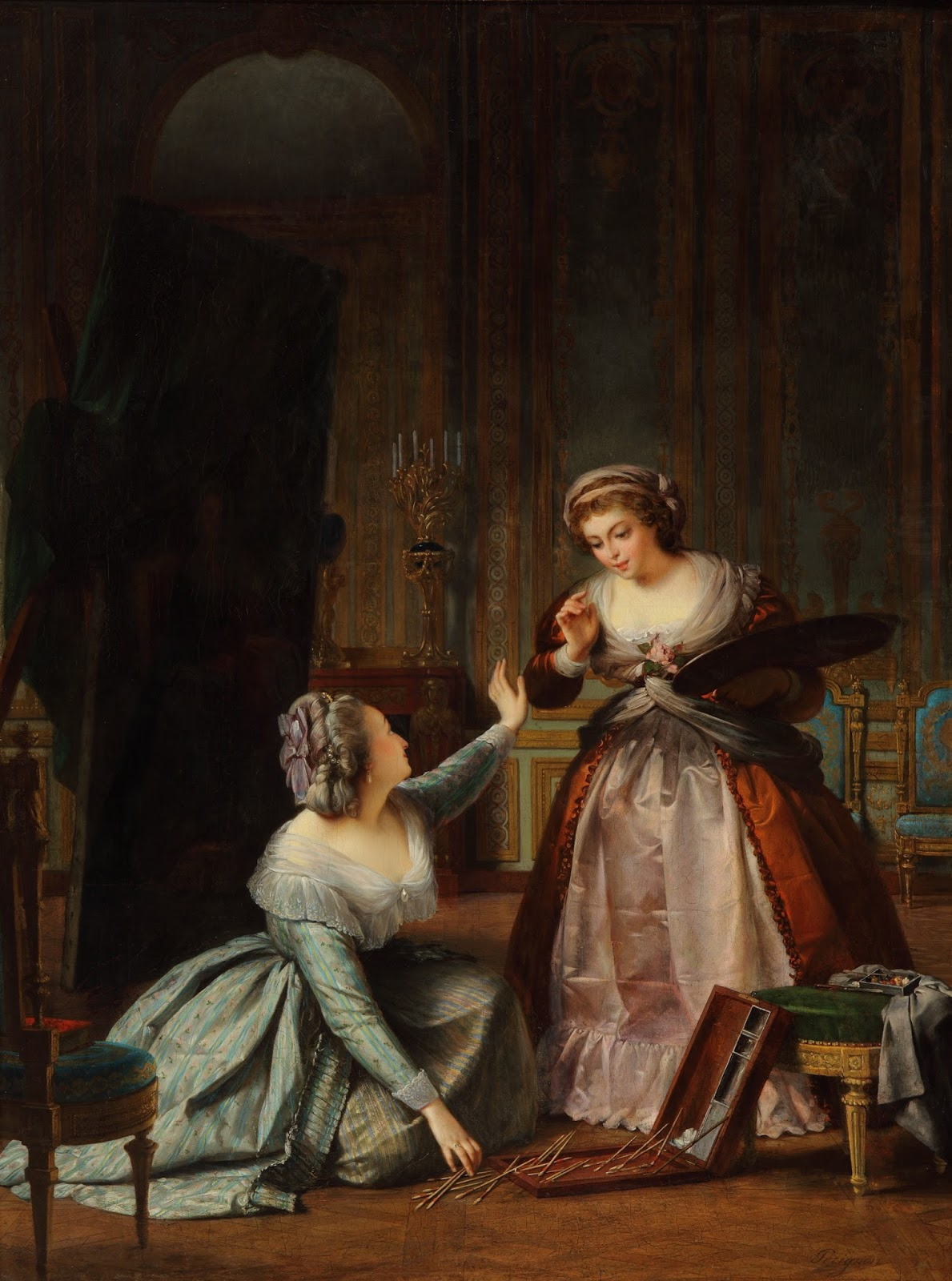
Alexis Joseph Pérignon, La Reine Marie-Antoinette ramassant les pinceaux d'Élisabeth Vigée Le Brun, 1859

- Augustin Pajou, Portrait de madame Élisabeth Vigée Le Brun, terre cuite, Paris, musée du Louvre ;
- Alexis Joseph Pérignon, La Reine Marie-Antoinette ramassant les pinceaux d'Élisabeth Vigée Le Brun, d'après une anecdote racontée dans les Mémoires de la peintre, Salon de 1859, huile sur toile, La Nouvelle-Orléans, musée d'art de La Nouvelle-Orléans.

#### Bases de données et dictionnaires
- Ressources relatives aux beaux-arts :   - Académie des arts de Berlin
  - AGORHA
  - Art UK
  - Artists of the World Online
  - Bénézit
  - British Museum
  - Collection de peintures de l'État de Bavière
  - Grove Art Online
  - J. Paul Getty Museum
  - Kunstindeks Danmark
  - Musée d'art Nelson-Atkins
  - Musée des beaux-arts du Canada
  - Musée du Prado
  - National Gallery of Art
  - National Portrait Gallery
  - Nationalmuseum
  - RKDartists
  - Royal Academy of Arts
  - Smithsonian American Art Museum
  - Te Papa Tongarewa
  - Union List of Artist Names
- Ressources relatives à la recherche :   - La France savante
  - Isidore
- Ressource relative à plusieurs domaines :   - Répertoire du patrimoine culturel du Québec
- Ressource relative à la littérature :   - Internet Speculative Fiction Database
- Ressource relative à la musique :   - MusicBrainz
- Notices dans des dictionnaires ou encyclopédies généralistes :   - Britannica
  - Brockhaus
  - Collective Biographies of Women
  - Den Store Danske Encyklopædi
  - Deutsche Biographie
  - Dictionnaire des femmes de l'ancienne France
  - Dictionnaire universel des créatrices
  - Enciclopedia delle donne
  - Enciclopedia De Agostini
  - Gran Enciclopèdia Catalana
  - Hrvatska Enciklopedija
  - Internetowa encyklopedia PWN
  - Nationalencyklopedin
  - Store norske leksikon
  - Treccani
  - Universalis
  - Visuotinė lietuvių enciklopedija
- Notices d'autorité :   - VIAF
  - ISNI
  - BnF (données)
  - IdRef
  - LCCN
  - GND
  - Italie
  - Japon
  - CiNii
  - Espagne
  - Belgique
  - Pays-Bas
  - Pologne
  - Israël
  - NUKAT
  - Catalogne
  - Suède
  - Vatican